# خروج اضطراری (فیلم)
خروج اضطراری (به انگلیسی: Emergency Exit) (به هندی: Thurthu Nirgamana) فیلم عاشقانه زبان کنادا، محصول سال ۲۰۲۲ هند است که کارگردانی آن را همانت کومار بر عهده داشته‌است. بازیگران اصلی فیلم سونیل رائو، هیتا چاندراشکار، سمیوکتا هگده و سودا رانی هستند. این فیلم بازخوردهای مثبتی را دریافت کرد.

## پیوند بیرونی
- خروج اضطراری در بانک اطلاعات اینترنتی فیلم‌ها (IMDb)